# 若草物語 (1949年の映画)
『若草物語』（わかくさものがたり、原題: Little Women）は、1949年に製作・公開されたアメリカ合衆国の映画。1933年にキャサリン・ヘプバーンが出演した『若草物語』の脚本および音楽がそのまま使用された。1868年に第一部、1869年に第二部が出版されたルイーザ・メイ・オルコットの小説『若草物語』を1933年の映画版に続き初のカラー映画（テクニカラー）としてリメイクし、マーヴィン・ルロイが製作・監督を行なった。脚本はサリー・ベンソン、ヴィクター・ヒアマン、サラ・Y・メイソン、アンドリュー・ソルトが執筆し、音楽はアドルフ・ドイチュ、マックス・スタイナーが作曲した。ジューン・アリソンとピーター・ローフォードらが出演した。イタリア人俳優のロッサノ・ブラッツィのアメリカ映画デビュー作となった。1948年に亡くなった、約40年に亘るキャリアとなるC・オーブリー・スミス卿の遺作となった。

## あらすじ
南北戦争の頃、マサチューセッツ州コンコードの小さな街にマーチ家のメグ(ジャネット・リー)、ジョー(ジューン・アリソン)、ベス(マーガレット・オブライエン)、エイミー(エリザベス・テイラー)の四姉妹が母親「マミー」(メアリー・アスター)と共に住んでいる。数年前に父(レオン・エイムズ)が質の悪い実業家のせいで財産を失ったため、一家は貧乏暮らしをしている。父が北軍として出兵し、母は一家をまとめ、娘たちにもうすぐ訪れるクリスマスには特に、自分たちより恵まれない人々に施しを与えることが重要であると教える。甘やかされ虚栄心の強いエイミーはしばしば貧困や身分を嘆くが、作家を志すジョーは自作の物語や芝居で家族を楽しませ、末っ子の内気で繊細なベスはジョーの作品にピアノ伴奏をつける。
活発でお転婆なジョーは男友達を探しており、裕福だが気難しい隣人のジェイムス・ローレンス(C・オーブリー・スミス)の孫であるローリー(ピーター・ローフォード)と友達になる。冬も終わる頃、ジョーの率直さや、根暗なローリーへの良い影響にジェイムスはとても感銘を受け、四姉妹を豪邸での舞踏会に招待する。舞踏会にてメグはローリーの家庭教師のジョン(リチャード・ワイラー)に気に入られ、エイミーとベスは階段の上からハラハラしながら見守る中、ジョーはローリーのダンスの誘いを受ける。ジェイムスの気難しさは、亡き孫娘を思い起こさせるベスと会うと和らぎ、ベスの音楽の才能を知るとグランドピアノの使用許可を与える。素晴らしい一夜であったが、エイミーとベスはお高く留まったガーディナー夫人(イザベル・ランドルフ)とその娘が母の噂話をしているのを聞き不愉快に終わる。
数週間が経ち、ローリーのジョーへの愛は増すばかりだが、ジョーは友人として好きだが結婚する気はないとしてローリーを退ける。ジョーは姉妹の絆が崩れることを恐れ、メグのジョンへの深い愛情を妨げようとする。春が訪れ、父が負傷しワシントンD.C.の陸軍病院に入院したという報せが入る。ジョーは裕福なマーチ叔母(ルシル・ワトソン)に母の汽車賃を頼みに行くが、礼儀がなっていないとして口論となる。マーチ叔母が姉妹の家にやってきて、入れ違いにジョーが家に到着する。ジョーは汽車賃を工面するために美しい栗色の巻き毛をバッサリ切って売ったのである。母の不在中、代理で貧困者の世話をしていたベスが猩紅熱にかかり、極度の不安や恐怖にさいなまれた姉妹たちはいかに母に依存してきたか気付く。母が戻るとベスの熱が下がってくる。ローリーが手筈を整えて父が帰宅し、一家は再会を喜ぶ。

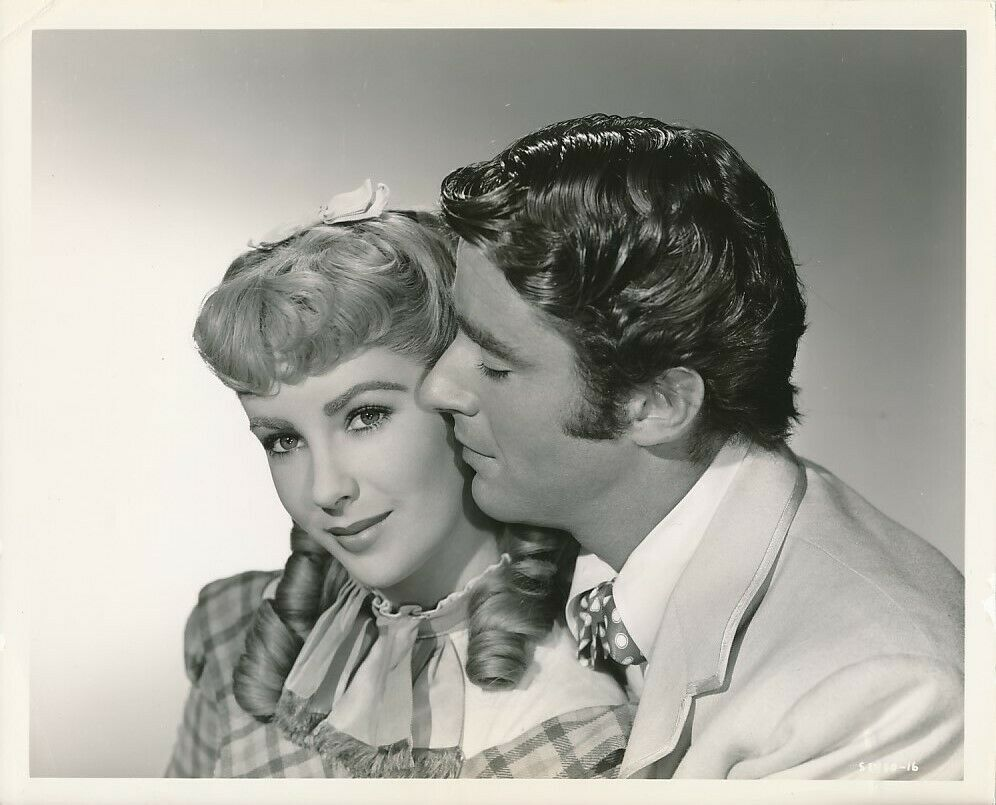
1949年、エイミー役のテイラーとローリー役のローフォードの宣材写真

数か月後、メグはジョンと結婚する。ローリーはジョーに求婚するが上流階級に馴染めず執筆活動に専念したいとして断られる。酷く傷心したローリーはヨーロッパに向かい、姉のメグと親友のローリーを同時に失い悲嘆に暮れるジョーはキャリア追及のためにニューヨークに向かう。ジョーは下宿先のカーク家の子供たちのドイツ語教師であるベア教授(ロッサノ・ブラッツィ)と出会い、美術やオペラに触れる。ジョーはベア教授に文章を読んでもらうが、煽情的過ぎると批判され落胆する。急に泣き出したジョーは、ローリーに見捨てられたと感じており、さらに長年ヨーロッパに共に旅行に行くと約束していたマーチ叔母がエイミーを連れて行くことになったことで傷ついていることを明かす。ベア教授はジョーに恋しており、心情を書き起こすよう薦める。ジョーはベスの体調が悪化していることを聞いて、自分を必要としている実家に戻る決心をする。人が少なくなった実家に戻ると愛するベスは瀕死の状態であり、数週間に亘り、文句も言わず病魔と戦うベスの看病を行なう。
ベスが亡くなり、ジョーは悲しみを癒すために小説『My Beth』を執筆し、意見を聞くためにベア教授に送る。双子の母となったメグはジョーに、ローリーとエイミーがヨーロッパで交際し婚約したことをためらいながら伝える。ジョーは祝福しながらも初めて自分がいかに孤独で愛されたいと感じているか気付く。数週間後、結婚したローリーとエイミーが戻り、一家は再会を喜ぶ。ベア教授が出版した『My Beth』を持参してきたのをローリーが迎える。ベア教授はジョーがローリーと結婚したものと勘違いし、ローリーの招待を辞退して立ち去る。ジョーがベア教授を追いかけ、2人は抱き合い、ベア教授はジョーに求婚する。ジョーはこれを承諾し、家族の待つ温かな家に未来の夫を連れていく。

## キャスト
| 役名             | 俳優                           | 日本語吹き替え                             | 日本語吹き替え                                                                     | 日本語吹き替え                                                                                    |
| 役名             | 俳優                           | 東京12ch版                                 | NHK版                                                                              | PD版                                                                                              |
| ---------------- | ------------------------------ | ------------------------------------------ | ---------------------------------------------------------------------------------- | ------------------------------------------------------------------------------------------------- |
| ジョー           | ジューン・アリソン             | 小原乃梨子                                 | 山田栄子                                                                           | 渡辺つばさ                                                                                        |
| ローリー         | ピーター・ローフォード         | 仲村秀生                                   | 中尾隆聖                                                                           | 安芸此葉                                                                                          |
| ベス             | マーガレット・オブライエン     | 杉山佳寿子                                 | 島本須美                                                                           | 深森らえる                                                                                        |
| エイミー         | エリザベス・テイラー           | 武藤礼子                                   | 高島雅羅                                                                           | 渡邉絵理                                                                                          |
| メグ             | ジャネット・リー               | 池田昌子                                   | 佐々木優子                                                                         | 小林美穂                                                                                          |
| ベア教授         | ロッサノ・ブラッツィ           | 広川太一郎                                 | 佐々木功                                                                           |                                                                                                   |
| マーチ夫人       | メアリー・アスター             | 水城蘭子                                   | 谷育子                                                                             | 小野洋子                                                                                          |
| マーチ叔母さん   | ルシル・ワトソン               | 川路夏子                                   | 麻生美代子                                                                         |                                                                                                   |
| ローリーの祖父   | C・オーブリー・スミス          | 高塔正康                                   | 松村彦次郎                                                                         | 宝亀克寿                                                                                          |
| ハンナ           | エリザベス・パターソン         | 由起艶子                                   |                                                                                    |                                                                                                   |
| マーチ氏         | レオン・エイムズ               | 矢島正明                                   | 家弓家正                                                                           |                                                                                                   |
| バーネス医師     | ハリー・ダヴェンポート         | 北村弘一                                   |                                                                                    |                                                                                                   |
| ジョン・ブルック | リチャード・ワイラー           | 江角英明                                   | 村山明                                                                             |                                                                                                   |
| カーク夫人       | コニー・ギルクリスト           | 島木綿子                                   |                                                                                    |                                                                                                   |
| ソフィー         | エレン・コービイ               | 荘司美代子                                 |                                                                                    |                                                                                                   |
| 老クロニー       | ハーラン・ブリグス             |                                            |                                                                                    |                                                                                                   |
| クロニー         | フランク・ダリアン             |                                            |                                                                                    |                                                                                                   |
| ハメル夫人       | リサ・ゴーム                   |                                            |                                                                                    |                                                                                                   |
| デイヴィス先生   | オリン・ハウランド             |                                            |                                                                                    |                                                                                                   |
| ガーディナー夫人 | イザベル・ランドルフ           | 島木綿子                                   |                                                                                    |                                                                                                   |
| グレイス         | ウィル・ライト                 |                                            |                                                                                    |                                                                                                   |
| サリー           | エロイーズ・ハート             | 児玉美智子                                 |                                                                                    |                                                                                                   |
| ティナ           | クレア・ジェーン・カルンバック | 菅谷政子                                   |                                                                                    |                                                                                                   |
| キティ           | ダイアン・ナイス               | 児玉美智子                                 |                                                                                    |                                                                                                   |
| 不明 その他      | N/A                            |                                            | 沼波輝枝 沢木郁也 池本小百合 矢野陽子 関俊彦 上田敏也 石井敏郎 鶴ひろみ 鈴木れい子 | 大塚智則 織間雅之 峰松希匡 七瀬みーな すぎもと恭子 小浅和大 さわやまゆか 安永まゆ 井口泰之 宮内拓 |
| 日本語版スタッフ |                                |                                            |                                                                                    |                                                                                                   |
| 演出             | 演出                           | 菊池弘                                     | 左近允洋                                                                           | 椿淳                                                                                              |
| 翻訳             | 翻訳                           | 森川一郎                                   | 鈴木導                                                                             | 渡邊智子                                                                                          |
| 効果             | 効果                           | スリー・サウンド                           |                                                                                    |                                                                                                   |
| 調整             | 調整                           | 遠矢征男                                   |                                                                                    | 遠西勝三                                                                                          |
| 制作             | 制作                           | 有村放送プロモーション                     | グロービジョン                                                                     | 株式会社マックスター                                                                              |
| 解説             | 解説                           | 芥川也寸志                                 |                                                                                    |                                                                                                   |
| 初回放送         | 初回放送                       | 1972年5月4日 『木曜洋画劇場』 正味95分32秒 | 1990年5月5日                                                                       |                                                                                                   |

## スタッフ
- 監督/製作：マーヴィン・ルロイ
- 脚本：ヴィクター・ヒアマン、サラ・Y・メイソン、アンドリュー・ソルト
- 音楽：アドルフ・ドイチュ
- 撮影監督：ロバート・H・プランク、チャールズ・エドガー・シェーンバウム
- 編集：ラルフ・E・ウィンタース
- 美術：セドリック・ギボンズ、ポール・グロッセ
- 装置：エドウィン・B・ウィリス
- 衣装：ウォルター・プランケット
- 録音：ダグラス・シアラー

## 製作

### セルズニック版
当初デヴィッド・O・セルズニックが製作する予定であった。1946年9月に撮影が開始したが、セルズニックは『白昼の決闘』の過酷な撮影の直後に大作に取り掛かるのは困難であると判断し、MGMに脚本および権利を売却した。セルズニック版にはジョー役にジェニファー・ジョーンズ、エイミー役にダイアナ・リン、ベス役にバンビ・リン、メグ役にロンダ・フレミング、マーチ夫人役にアン・リヴィアが配役されていた。

### 原作との違い
- ベスとエイミーの年齢差は原作では1歳だが、1949年映画版では数年差がある。原作の冒頭ではメグ16歳、ジョー15歳、ベス13歳、エイミー12歳で、物語は10年に亘る。原作の年齢幅は5年であるが、1949年映画版の出演者はリー1927年生、アリソン1917年生、オブライアン1937年生、テイラー1932年生で年齢幅は20年となっている。
- ジョーとローリーの出会いは原作では大晦日のパーティであるが、1949年映画版ではハメル家に朝食を持っていく時で、ローリーが病気で伏せっている時にジョーは見舞いに行く。
- 大晦日のパーティには原作ではメグとジョーのみが出席するが、1949年映画版では4人共出席する。赤の他人が、母が娘4人を金持ちと結婚させようとしていると陰口を叩くのを聞いたベスは悲しくなり、4人共早々に引き上げる。
- 原作の冒頭では四姉妹がもらった1ドルでそれぞれが母への贈り物を買うが、1949年映画版では最初は自分の好きな物を買うが最終的に母への贈り物を買う。
- 原作において、エイミーは机の中にライムを隠し持っていたとしてデイヴィス先生に物差しで手をぶたれるが、1949年映画版では石板にいたずら書きをして物差しで手をぶたれそうになるが結局ぶたれない。
- 原作のエイミーがジョーとローリーを追いかけて氷が割れて川に落ちるピクニックのシーン、ヨーロッパでのエイミーとローリーが交際に至る過程のシーンなど様々なシーンが描かれていない。
- 原作ではジョーとローリーは親友でローリーを「テディ」とニックネームで呼ぶほどだが、1949年映画版では親密さがやや薄い。

## 公開
当初1948年に公開される予定であったが、ニューヨークのラジオシティ・ミュージックホールのイースターのイベントに合わせて1949年3月まで延期された。MGM25周年に合わせたという説もある。
1949年、最高興行収入作品の1つとなった。MGMの記録によるとアメリカおよびカナダで$3,425,000、海外で$2,495,000の収入があり、利益は$812,000であった。

## 評価

### 受賞歴
| 賞                 | 部門   | ノミネート者                                                                       | 結果       | 脚注        |
| ------------------ | ------ | ---------------------------------------------------------------------------------- | ---------- | ----------- |
| 第22回アカデミー賞 | 美術賞 | セドリック・ギボンズ、ポール・グロス、エドウィン・B・ウィリス、ジャック・D・ムーア | 受賞       | [ 6 ] [ 7 ] |
| 第22回アカデミー賞 | 撮影賞 | ロバート・H・プランク、チャールズ・エドガー・シェーンバウム                        | ノミネート | [ 6 ] [ 7 ] |